# Teodoro García Egea
Teodoro García Egea   (Cieza, 27 de gener de 1985) és un polític espanyol, diputat per Múrcia al Congrés entre la desena i catorzena legislatura espanyola i secretari general del Partit Popular entre 2018 i 2022. Doctor enginyer de telecomunicacions, el 2008 va ser campió del món en la prova de llançament de pinyol de l'oliva mollar chafá de Cieza. A la seva vila de naixement, va ser regidor des dels 22 anys i se li atribueix ser un dels impulsors de la instal·lació de wi-fi públic al municipi. El 2012 va accedir al Congrés dels Diputats substituint Jaime García-Legaz. Va ser el cap de campanya de Pablo Casado en les primàries del PP del 2018.
El 22 de febrer del 2022 va renunciar al seu càrrec com a secretari general del PP després que bona part de la cúpula de la formació demanés la seva dimissió arran dels casos de suposat espionatge al germà d'Isabel Díaz Ayuso per uns presumptes contractes fraudulents que la Comunitat de Madrid havia signat amb l'empresa on aquest treballava per a la producció i compra de mascaretes durant la primavera de 2020, arran de l'esclat de la pandèmia de COVID-19.